# Antonio Álvarez Gil
Antonio Álvarez Gil (Melena del Sur, 12 febbraio 1947) è uno scrittore cubano naturalizzato svedese.
Ha pubblicato racconti e articoli in Spagna, Italia, Svezia, Stati Uniti e America Latina. È membro dell'Associazione degli Scrittori Svedesi.

## Biografía
Laureato in ingegneria chimica presso un'università di Mosca, ha presto abbandonato la sua carriera per dedicarsi alla traduzione, alla cinematografia educativa, al giornalismo e, infine, alla creazione letteraria.
Nel 1983 ha vinto nel suo paese il Premio David per Racconti, concorso organizzato dall'Unione degli Scrittori di Cuba per premiare il migliore racconto di giovani scrittori. Successivamente ha pubblicato altri libri di narrativa, e nel 1993 è risultato finalista del Premio Casa delle Americhe con un romanzo che ricrea il soggiorno di José Martí in Guatemala e il suo idillio amoroso con María García Granados (la Niña de Guatemala dell'omonima poesia).
Dal 1986 al 1990, Álvarez Gil ha lavorato a Mosca come esperto in un'organizzazione internazionale, circostanza che gli ha permesso di viaggiare e conoscere i paesi dell'Europa orientale e ampliare l'orizzonte del suo universo creativo. Dopo aver vissuto per lunghi periodi a Cuba, in Russia e in Svezia, Antonio Álvarez Gil si è stabilito definitivamente a Guardamar del Segura, (Alicante - Spagna), dove continua a scrivere le sue opere, mentre tiene corsi di scrittura creativa in diverse località della provincia.
Dalla fine degli anni '90 pubblica le sue opere in Spagna e in America Latina, dove i suoi romanzi e libri di racconti hanno ricevuto diversi premi letterari. Collabora con diversi media cubani stabiliti al di fuori dell'isola. Suoi articoli e racconti appaiono regolarmente pubblicati in vari paesi d'Europa e America. La sua opera di racconti è rappresentata in diverse antologie.
Attualmente, è membro dell'Associazione Collegiale di Scrittori di Spagna e dell'Associazione degli Scrittori e Critici Letterari di Valencia.
Con il suo romanzo Perdido en Buenos Aires, ha vinto il Premio Vargas Llosa di Letteratura, organizzato dall'Università di Murcia e dalla Caja de Ahorros del Mediterráneo nella sua quattordicesima edizione.

## Opere pubblicate
- Una muchacha en el andén (Racconti, Ediciones Unión, La Habana, 1986)
- Unos y otros (Racconti, Ediciones Unión, La Habana, 1990)
- Del tiempo y las cosas (Racconti, Ediciones Unión, La Habana, 1993) ISBN 9789592090217
- Cuentos desde La Habana (Racconti, Editorial Aguaclara, Alicante, 1996) ISBN 9788480180962
- Slut på det ryska kapitlet  (Racconti, Författarens Bokmaskin, Svezia, 1997) ISBN 9789179100605
- Fin del capítulo ruso (Racconti, Ediciones Vintén, Montevideo, 1998) ISBN 9179100600
- Las largas horas de la noche (Romanzo, Editorial Universidad de San José, Costa Rica, 2000; Editorial Plaza Mayor, Puerto Rico, 2003) ISBN 9781563282515
- Naufragios (Romanzo, Algaida Editores, Sevilla, 2002) 	ISBN 8484332020
- Delirio nórdico (Romanzo, Algaida Editores, Sevilla, 2004) ISBN 9788484338697
- Nunca es tarde (Racconti, Fundación José Manuel Lara, Sevilla, 2005) ISBN 9788496152991
- La otra Cuba (Saggio, Centro Cultural de la Generación del 27, Málaga, 2005) ISBN 8477856885
- ‘’El fútbol es así (Cuentos de Fútbol 2, Mondadori, Milano, 2006) ISBN 8804555637
- Concierto para una violinista muerta (Romanzo, Ediciones Kutxa, San Sebastián, 2007) ISBN 8471735105
- Después de Cuba (Romanzo, Ediciones Baile del Sol, Tenerife, 2009) ISBN 9788492528226
- Perdido en Buenos aires (Romanzo, Editum, Murcia, 2010) 	ISBN 9788483710425
- Callejones de Arbat (Romanzo, Terranova editores, Puerto Rico, 2012) ISBN 9788490742983
- Annika desnuda (Romanzo, Verbum, Madrid, 2015) ISBN 9788490741429
- Las señoras de Miramar y otras cubanas de buen ver (Romanzo, Izana Editores, Madrid, 2016)	ISBN 9788494456794
- A las puertas de Europa (Romanzo, Ediciones Huso, Madrid ,2018) ISBN 9788494839801
- El pianista y la noche (Racconti, Ilíada Ediciones, Berlino, 2019) ISBN 1082035637
- La tentación y la fe (Romanzo, Ilíada Ediciones, Berlino, 2021) ISBN 9798454495800
- Triunfo sin gloria (Romanzo, Ediciones Huso, Madrid ,2023) ISBN 9788412680317

## Premi e Riconoscimenti
- 1983 Premio David (Cuba).
- 1993 Finalista del Premio Casa de las Américas de Novela (Cuba)
- 2001 Premio de novela Ciudad de Badajoz (España)
- 2004 Premio de novela del Ateneo ciudad de Valladolid (España)
- 2004 Premio Internacional de Narrativa Corta Generación del 27 (España)
- 2004 Mención de honor en Premio Plaza Mayor de Novela (Puerto Rico)
- 2006 Finalista del Premio Fernando Lara de Novela (España)
- 2007 Premio de Novela Ciudad de Irún (España)
- 2009 Premio “Vargas Llosa” de Novela (España)
- 2014 Finalista del Premio Iberoamericano Verbum de novela (España)
- 2016 Primer finalista del Premio Fernando Lara de Novela (España)
- 2017 Finalista del Premio Nadal de Novela (España)